# Kế Sách
Kế Sách là một xã thuộc thành phố Cần Thơ, Việt Nam.

## Địa lý
Xã Kế Sách có vị trí địa lý:
- Phía đông giáp xã Thới An Hội
- Phía tây giáp xã Đại Hải
- Phía nam giáp xã Nhơn Mỹ và xã Phú Tâm
- Phía bắc giáp xã An Lạc Thôn.

Xã Kế Sách có diện tích 61,58 km², dân số năm 2024 là 43.332 người, mật độ dân số đạt 703 người/km².

## Lịch sử
Năm 1930, thực dân Pháp thành lập làng Kế An trên cơ sở làng Kế Sách và làng An Nghiệp.
Ngày 14 tháng 8 năm 1958, thành lập xã Đại Hải trên cơ sở tách một phần diện tích và dân số của xã Kế An (bao gồm khu vực trại định cư Đại Hải dành cho đồng bào miền Bắc di cư vào năm 1954).
Ngày 20 tháng 9 năm 1975, Bộ Chính trị ban hành Nghị quyết số 245-NQ/TW về việc hợp nhất tỉnh Cần Thơ (ngoại trừ huyện Thốt Nốt), tỉnh Sóc Trăng, tỉnh Trà Vinh, tỉnh Vĩnh Long thành một tỉnh, tên gọi tỉnh mới cùng với nơi đặt tỉnh lỵ sẽ do địa phương đề nghị lên.
Ngày 20 tháng 12 năm 1975, Bộ Chính trị ban hành Nghị quyết số 19/NQ về việc hợp nhất tỉnh Cần Thơ (bao gồm cả huyện Thốt Nốt của tỉnh Long Xuyên), tỉnh Sóc Trăng thành một tỉnh mới, tên gọi tỉnh mới cùng với nơi đặt tỉnh lỵ sẽ do địa phương đề nghị lên.
Ngày 24 tháng 2 năm 1976, Chính phủ Cách mạng lâm thời Cộng hòa miền Nam Việt Nam ban hành Nghị định số 3/NQ/1976 về việc hợp nhất tỉnh Cần Thơ, tỉnh Sóc Trăng và thành phố Cần Thơ thành một tỉnh mới, lấy tên là tỉnh Hậu Giang.
Ngày 21 tháng 4 năm 1979, Hội đồng Chính phủ ban hành Quyết định số 174-CP về việc chia xã Kế An thuộc huyện Kế Sách thành xã Kế An và xã Kế Thành.
Năm 1990, UBND huyện Kế Sách ban hành Quyết định về việc:
- Tách 3 ấp: Ba Lăng, Bồ Đề, Cây Sộp thuộc thị trấn Kế Sách về xã Kế Thành quản lý.
- Thành lập ấp An Ninh 2 trên cơ sở một phần ấp An Nghiệp và một phần ấp Vĩnh Phú của xã An Mỹ.

Ngày 26 tháng 12 năm 1991, Quốc hội ban hành Nghị quyết về việc chia tỉnh Hậu Giang thành tỉnh Cần Thơ và tỉnh Sóc Trăng.
Ngày 26 tháng 11 năm 2003, Quốc hội ban hành Nghị quyết số 22/2003/QH11 về việc chia tỉnh Cần Thơ thành thành phố Cần Thơ trực thuộc trung ương và tỉnh Hậu Giang.
Tính đến ngày 31/12/2024:
- Thị trấn Kế Sách có 6 ấp: An Định, An Khương, An Ninh 1, An Ninh 2, An Phú, An Thành.
- Xã Kế An có 6 ấp: 19/5, Cầu Chùa, Chót Dung, Lung Đen, Số 1, Xóm Mới.
- Xã Kế Thành có 7 ấp: Ba Lăng, Bồ Đề, Bưng Túc, Cây Sộp, Kinh Giữa 1, Kinh Giữa 2, Thành Tân.

Ngày 12 tháng 6 năm 2025, Quốc hội ban hành Nghị quyết số 202/2025/QH15 về việc sắp xếp đơn vị hành chính cấp tỉnh (nghị quyết có hiệu lực từ ngày 12 tháng 6 năm 2025). Theo đó, sáp nhập tỉnh Hậu Giang và tỉnh Sóc Trăng vào thành phố Cần Thơ.
Ngày 16 tháng 6 năm 2025, Ủy ban Thường vụ Quốc hội ban hành Nghị quyết số 1668/NQ-UBTVQH15 về việc sắp xếp các đơn vị hành chính cấp xã của thành phố Cần Thơ năm 2025 (nghị quyết có hiệu lực từ ngày 16 tháng 6 năm 2025). Theo đó, thành lập xã Kế Sách thuộc thành phố Cần Thơ trên cơ sở toàn bộ 14,64 km² diện tích tự nhiên, quy mô dân số là 18.080 người của thị trấn Kế Sách; toàn bộ 21,48 km² diện tích tự nhiên, quy mô dân số là 10.975 người của xã Kế An và toàn bộ 25,47 km² diện tích tự nhiên, quy mô dân số là 14.277 người của xã Kế Thành thuộc thị xã Vĩnh Châu, tỉnh Sóc Trăng.
Xã Kế Sách có 61,58 km² diện tích tự nhiên và quy mô dân số là 43.332 người.